# Slaget vid Fucinosjön
Slaget vid Fucino-sjön utkämpades mellan  romerska republiken och bundsförvanterna år 89 f.Kr. och var del av bundsförvantskriget.  Slaget stod vid sjön Fucino. Romarna leddes av konsuln Lucius Porcius Cato. Slaget är tämligen anonymt - i uppslagsverket Dictionary of Battles and Sieges nämns det i förbigående tillsammans med slaget vid Asculum 89 f.Kr. och slaget vid Pompeii.. Ibland sammanblandas det med den naumachia som kejsar Claudius lät iscensätta 52 e.kr. för att högtidliggöra att sjön Fucinos dränering hade påbörjats.
I samband med att sjön Fucino på artonhundratalet tömdes på vatten för första gången sedan antiken hittades en slangbella med inskriptioner på och den tros ha använts vid slaget vid Fucino-sjön. Slangbellans konstruktion och utseende antyder att den har haft ceremoniell betydelse och inskriptionerna antyder att även veneter deltog i slaget. Veneter är annars inte nämnda bland bundsförvanterna.